# Katoličko Selišće
Katoličko Selišće je naselje u Republici Hrvatskoj, u sastavu Općine Velika Ludina, Sisačko-moslavačka županija. 

## Stanovništvo
Prema popisu stanovništva iz 2001. godine, naselje je imalo 177 stanovnika te 71 obiteljskih kućanstava.
| broj stanovnika | 206   | 196   | 280   | 344   | 388   | 463   | 485   | 503   | 464   | 454   | 439   | 354   | 260   | 226   | 177   | 156   | 136   |
|                 | 1857. | 1869. | 1880. | 1890. | 1900. | 1910. | 1921. | 1931. | 1948. | 1953. | 1961. | 1971. | 1981. | 1991. | 2001. | 2011. | 2021. |

## Ribnjak
Ribnjak Katoličko Selišće akumulacijski je ribnjak smješten u Katoličkom Selišću. Ribnjak je bogat raznim slatkovodnim ribama i zato je omiljeno mjesto za ribolov za ljude iz šire okolice Velike Ludine i Popovače.                                                                                                       